# نادي الأردن لكرة السلة
نادي الأردن واحد من اقدم الاندية في الأردن، تأسس هذا النادي مرتين الأولى كانت في عام 1928 والمرة الثانية 1940. انتقل النادي في عدد من الاماكن ومنها شارع الرضا قرب البنك الاهلي واواخر الاربعينيات انتقل إلى طلوع جبل الحسين ثم إلى عمارة عاكف الفايز في شارع الشابسوغ ومن ثم بنفس الشارع بالقرب من امانة العاصمة وسوق السكر واخيرا قرب مدرسة تراسنطة (شارع احمد شوقي) في عمّان منذ اواخر الستينيات من القرن الماضي. 
من أشهر لاعبين الفريق (فراس العجلوني - عواد حداد - فهد الحموي) وكان مسؤول ومدرب فريق السلة ذهني رأفت .

## سجل بطولات الدوري
| النادي | عدد القاب الفريق | المواسم |
| ------ | ---------------- | ------- |
| الدوري | 1                | 1966    |